# Jarlsberg
Pour les articles homonymes, voir Jarlsberg (homonymie).
Le Jarlsberg est un fromage norvégien à pâte dure à base de lait de vache pasteurisé, de type emmenthal, fabriqué dans le comté de Vestfold (dont l'ancien nom était Jarlsberg) et Laurvig, près d'Oslo. Doux, au goût fruité, il est excellent pour la cuisine et fait un très bon en-cas.
Ce sont des fromagers suisses qui, vers 1830, ont apporté la base de la recette. Recette qui sera définie en 1850 par Anders Larsen Bakke. Au début des années 1900, la production s'arrête. En 1955, Ola Martin Ystgaard, professeur à l'université agricole de Norvège, ressort la recette des tiroirs, la modifie un peu après quelques essais et la production reprend. Doucement d'abord, puis industriellement dans les années 1960.
Aujourd'hui, c'est l'un des fromages les plus connus sur le marché et le numéro un des fromages importés aux États-Unis, en plus de la production faite là-bas sous licence.
En Norvège, il est généralement servi en tranches fines.